# 通仙乡
通仙乡，是中华人民共和国四川省遂宁市大英县曾经下辖的一个乡。2019年9月，撤销寸塘口乡和通仙乡，将其所属行政区域划归蓬莱镇管辖。

## 行政区划
通仙乡撤销前下辖以下地区：
通仙社区、高峰社区、登荣村、甘井村、高山村、华严村、井湾村、普陀村、三溪口村、盛水村、顺河村、通仙桥村和洋溪村。